# Gaeltacht
Gaeltacht (/ˈɡeɪltəxt/; phát âm tiếng Ireland: [ˈɡeːl̪ˠt̪ˠəxt̪ˠ]; số nhiều: Gaeltachtaí) là một từ tiếng Ireland được dùng để chỉ những khu vực mà tiếng Ireland là ngôn ngữ chính.

Các khu vực Gaeltacht tại Ireland

Ở Ireland, Gaeltacht được dùng để nói đến bất kỳ hoặc tất cả những khu vực mà chính phủ công nhận tiếng Ireland là ngôn ngữ địa phương chính.
Các khu vực Gaeltacht được chính thức công nhận lần đầu trong thập niên 1920 tại Nhà nước Tự do Ireland, kết quả của chính sách mà chính phủ đề ra nhằm phục dựng lại tiếng Ireland.
Tuy nhiên Gaeltacht đang bị đe dọa do sự sụt giảm về số người sử dụng tiếng Ireland. Nghiên cứu công bố năm 2015 cho thấy trong số 155 khu bầu cử ở Gaeltacht, chỉ có 21 khu mà trên 2/3 người dân sử dụng tiếng Ireland hàng ngày.

## Lịch sử

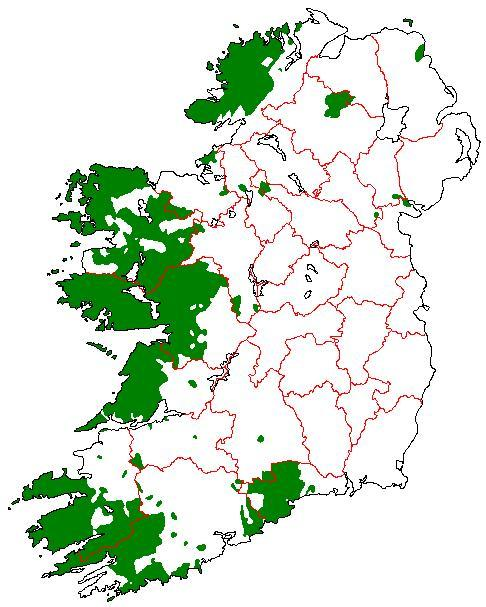
An Ghaeltacht 1926; các khu vực trên đảo Ireland đạt tiêu chuẩn Gaeltacht dựa theo Coimisiún na Gaeltachta lần đầu tiên

An Ghaeltacht 1956

Vào năm 1926 Gaeltacht chính thức ra đời sau báo cáo của Ủy ban Gaeltacht đầu tiên, Coimisiún na Gaeltachta. Tuy vậy người ta chưa vạch ra biên giới cụ thể của vùng. Tiêu chí của Gaeltacht thời điểm đó là có trên 25% dân số nói tiếng Ireland, mặc dù có một số khu vực vẫn trở thành Gaeltacht dù có số người nói ít hơn. Nhà nước Ireland Tự do công nhận rằng những khu vực sử dụng tiếng Ireland trên 50% có mặt ở 15 trên tổng số 26 hạt của nước này.
Vào thập kỷ 1950 một Ủy ban Gaeltacht kết luận rằng biên giới của Gaeltacht không rõ ràng và khuyến nghị rằng tư cách Gaeltacht chỉ nên dựa vào độ phổ biến của ngôn ngữ trong một khu vực. Trong thập niên 1950, các khu Gaeltacht ban đầu được xác định một cách chính xác, đồng thời loại bỏ các khu vực mà số người nói giảm mạnh. Các khu vực Gaeltacht được công nhận tại 7 trong số 26 hạt (Donegal, Galway, Mayo, Kerry, và Waterford).
Biên giới của Gaeltacht chưa chính thức thay đổi kể từ thời điểm đó, ngoại trừ một số thay đổi nhỏ:
- Bổ sung An Clochán (Cloghane) và Cé Bhréanainn (Brandon) tại hạt Kerry năm 1974;
- Bổ sung một phần của West Muskerry tại hạt Cork (mặc dù số người nói tiếng Ireland giảm đáng kể từ sau những năm 1950); và
- Bổ sung Baile Ghib (Gibstown) và Ráth Chairn (Rathcarran) tại Meath năm 1967.

## Thế kỷ 21
Một nghiên cứu 2005 của An Chomhairle um Oideachas Gaeltachta agus Gaelscolaíochta (Hội đồng giáo dục dành cho các trường Gaeltacht và dạy tiếng Ireland) công bố rằng các trường tại Gaeltacht đang gặp khủng hoảng. Nghiên cứu này dự báo rằng nếu không có sự đầu tư thì sẽ chỉ có rất ít trường dạy học bằng tiếng Ireland trong vòng 20 năm tới, điều sẽ đe dọa tương lai của Gaeltacht. Các bậc phụ huynh nhận thấy hệ thống giáo dục không hỗ trợ họ trong việc truyền dạy tiếng Ireland cho con cái họ. Nghiên cứu còn chỉ ra rằng một số lượng lớn các trường Gaeltacht đã chuyển sang dạy bằng tiếng Anh, trong khi số khác thì đang dao động.
Vào năm 2002 Coimisiún na Gaeltachta thứ ba công bố trong báo cáo của mình rằng tình trạng suy giảm về số người sử dụng tiếng Ireland tại Gaeltacht khiến cho việc Gaeltacht chính thức biến mất chỉ còn là vấn đề thời gian. Tại một số khu vực, tiếng Ireland đã không còn là ngôn ngữ cộng đồng nữa. Ngay cả tại những khu vực Gaeltacht mạnh nhất thì tình trạng sử dụng đồng thời hai ngôn ngữ cũng diễn ra ngày một nhiều. Các chính sách của nhà nước và nỗ lực từ phía các nhóm hoạt động thiện nguyện hoàn toàn không hiệu quả.
Báo cáo cũng cho rằng cần phải có một chiến lược củng cố ngôn ngữ bắt buộc mới, một chiến lược cần có được sự tin tưởng từ chính cộng đồng. Ủy ban cũng đề xuất vẽ lại biên giới chính thức của Gaeltacht. Ủy ban cũng gợi ý tiến hành một cuộc nghiên cứu ngôn ngữ học toàn diện để đánh giá về sức sống của tiếng Ireland tại các khu Gaeltacht còn lại.
Nghiên cứu do Acadamh na hOllscolaíochta Gaeilge tiến hành (thuộc Đại học Quốc gia Ireland, Galway). Vào ngày 1 tháng 11 năm 2007 Staidéar Cuimsitheach Teangeolaíoch ar Úsáid na Gaeilge sa Ghaeltacht ("Nghiên cứu ngôn ngữ học toàn diện về sử dụng tiếng Ireland tại Gaeltacht") được xuất bản.
Đối với biên giới của Gaeltacht, báo cáo đề xuất tạo ra ba khu vực ngôn ngữ học trong vùng Gaeltacht:
- A – 67%/+ nói tiếng Ireland hàng ngày – tiếng Ireland chiếm ưu thế và là ngôn ngữ cộng đồng
- B – 44%–66% nói tiếng Ireland hàng ngày – tiếng Anh chiếm ưu thế, với cộng đồng thiểu số tiếng Ireland đáng kể
- C – 43%/- nói tiếng Ireland hàng ngày – tiếng Anh chiếm ưu thế, nhưng với cộng đồng thiểu số tiếng Ireland cao hơn nhiều so với mức trung bình quốc gia

Báo cáo cho rằng những khu nhóm A phải được nhà nước ưu tiên trong khi những khu vực nhóm C mà cho thấy sự suy giảm mạnh về việc sử dụng tiếng Ireland nên bị tước địa vị Gaeltacht.